# Heinrich August von Vogel
Heinrich August Vogel, seit 1850 Heinrich August von Vogel (* 25. Juli 1778 in Westerhof; † 24. November 1867 in München) war ein deutscher Chemiker.

## Leben
Heinrich August Vogel wuchs in Schwarzenbek auf, wohin sein Vater kurz nach seiner Geburt als Amtsvogt versetzt wurde. Nach Besuch der Domschule in Ratzeburg studierte er zunächst je 1 Semester Chemie in Göttingen und Rostock, bildete sich praktisch in Hannover beim Apotheker und Oberbergkommissar Johann Ludwig Wilhelm Gruner (1771–1849) weiter und wechselte schließlich an die 1797 von Johann Schaub (1770–1819) in Kassel errichtete chemische Lehr-Anstalt. Im September 1802 machte er sich zu Fuß auf den Weg nach Paris, wo er im Haus des Apothekers Edme Jean Baptiste Bouillon-Lagrange aufgenommen wurde und diesen bei der Übersetzung des 2. Teils seines Werkes Manuel d'un cours de chimie unterstützte.
Nach dem Gewinn des ersten Preises in Chemie eines von der Ecole de Pharmacie ausgeschriebenen Concurs erhielt er neben der durch Antoine François de Fourcroy überreichten Goldmedaille eine Anstellung als Präparator an der neu errichteten Ecole de Pharmacie, an der er später auch als Konservator und Professor adjoint wirkte. Dank seiner Übersetzungen von Werken deutscher Wissenschaftler  (Klaproth und Remers) ins Französische wurde Vogel in der Pariser Zeit zu einem Vermittler zwischen der deutschen und französischen Wissenschaftskultur.
Auf Vorschlag von Martin Heinrich Klaproth und Johann Bartholomäus Trommsdorff erfolgte nach Antrag der Bayerischen Akademie der Wissenschaften vom 13. Dezember 1815 die Berufung als Nachfolger des verstorbenen Adolph Ferdinand Gehlen als akademischer Konservator des Chemischen Laboratoriums in München, die mit Handschreiben des Ministers Maximilian von Montgelas vom März 1816 Heinrich August Vogel in Paris zugestellt wurde.
Vogel nahm die Berufung an und wirkte ab 1816 in München. 1820 führte er den ersten vollständigen Kurs der Chemie im zu dieser Zeit erst teilweise fertiggestellten chemischen Laboratorium durch.
Als König Ludwig I. zum Wintersemester 1826 die Verlegung der im Jahre 1472 in Ingolstadt gegründeten und ab 1800 nach Landshut verlegten Universität in die Residenzstadt München verfügte, wurde Heinrich August Vogel ordentlicher Chemieprofessor in der Philosophischen Fakultät der Ludwig-Maximilians-Universität München. Diese Fakultät brachte aus Landshut die beiden Chemiker Johann Nepomuk Fuchs und Johann Andreas Buchner mit, die mit ihm zeitlebens freundschaftlich verbunden blieben. Fast gleichzeitig wurde Vogel auch Professor der allgemeinen technischen Chemie an der Polytechnischen Centralschule, die er zunächst wenig ernst nahm und deshalb die Vorlesungsverpflichtung seinem Assistenten F. Leo übertrug.

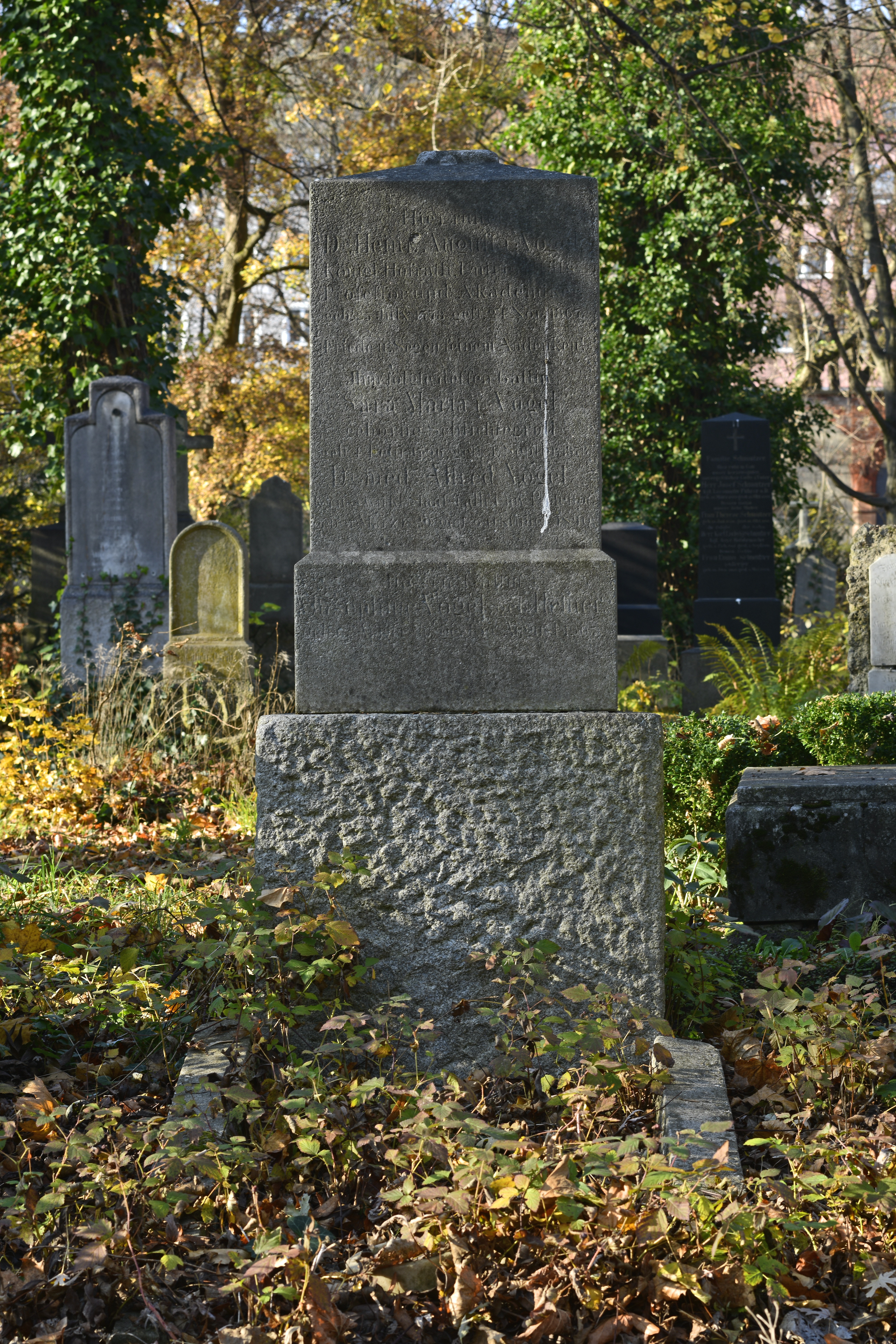
Familie Vogel Grabdenkmal auf dem alten Südfriedhof in München.

Im Jahr 1828 wies er nach, dass die Rotfärbung einer sauren Silbernitratlösung durch verschiedene organische Stoffe ausgelöst wird, und somit Pyrrhin keine einzelne Substanz sein könne. Als Leitfaden bei seinen Vorlesungen für die Studierenden an der Universität veröffentlichte er 1830/1832 ein Lehrbuch der Chemie.
Im Jahr 1852 ging Heinrich August von Vogel in den Ruhestand.
Sein Schwerpunkt lag in der kursmäßig organisierten Verbreitung chemischen Wissens, weniger in der Forschung. An seinem lebendigen Experimentalvortrag erfreuten sich Artillerieoffiziere ebenso wie Medizinstudenten.
Vogel war Mitbegründer (Stifter) des Polytechnischen Vereins für das Königreich Bayern.
Heinrich August von Vogel wurde auf dem Alten Südlichen Friedhof München (Neue Abteilungen Gräberfeld 29 – Reihe 1 – Platz 04) bestattet.

## Auszeichnungen und Ehrungen
1816 wurde Heinrich August Vogel als ordentliches Mitglied in die Bayerische Akademie der Wissenschaften und am 28. November 1818 unter der Matrikel-Nr. 1120 mit dem akademischen Beinamen Bergmann I.  als Mitglied in die Deutsche Akademie der Naturforscher Leopoldina aufgenommen.
1814 wurde er Ehrendoktor der Philosophischen Fakultät der Georg-August-Universität Göttingen.
Am 12. November 1819 wurde Hofrat August Vogel Ehrendoktor der Medizinischen Fakultät der Universität Rostock.
1850 wurde ihm der Verdienstorden der Bayerischen Krone verliehen.

## Familie
Der Mediziner Rudolf Augustin Vogel war sein Großvater und der Mediziner Samuel Gottlieb Vogel sein Onkel.
Heinrich August war verheiratet mit Sara Maria, geborene Schlichtegroll (1796–1873), der Tochter von Friedrich von Schlichtegroll.
Der Agrikulturchemiker August Vogel und der Pädiater Alfred Vogel waren ihre Söhne.

## Schriften
- mit Karl Cäsar von Leonhard: Mineralogisch-chemische Untersuchungen des Triphan's und Tantalit's. Lentner, München 1818. (Digitalisat)
- Die Mineralquellen des Königreichs Bayern. Aus Auftrag des königl. Staatsministeriums des Inneren nach ihren quantitativen Bestandtheilen chemisch untersucht. Central-Schulbücher-Verlag, München 1829. (Digitalisat)
- Lehrbuch der Chemie. Als Leitfaden bei seinen Vorlesungen für die Studirenden an der Universität und zum Selbstunterricht. Erster Band, Cotta, München / Stuttgart / Tübingen 1830. (Digitalisat)
- Lehrbuch der Chemie. Als Leitfaden bei seinen Vorlesungen für die Studirenden an der Universität und zum Selbstunterricht. Zweiter Band, Cotta, München / Stuttgart / Tübingen 1832. (Digitalisat)